# Sinarmas MSIG Tower
La Sinarmas MSIG Tower est un gratte-ciel de 245 mètres construit en 2015 à Jakarta en Indonésie. 